# Punta Cristalliera
La Punta Cristalliera est une montagne qui s'élève à 2 801 ou 2 806 m dans les Alpes cottiennes. Elle domine la val de Suse et le val Cluson, non loin du mont Orsiera. Elle est à cheval sur les communes de Roure Chisone, San Giorio di Susa et à quelques centaines de mètres de la commune de Bussolin.
La montagne est incluse dans le parc naturel Orsiera-Rocciavrè. Elle peut se gravir depuis le refuge Selleries (it).